# الحرب الرومانية السلوقية
الحرب السلوقية (192–188)، كما تُعرف باسم حرب أنطيوخوس أو الحرب السورية، هي صراع مسلح بين تحالفين بقيادة الجمهورية الرومانية من جهة والإمبراطورية السلوقية من جهة أخرى. جرت أحداث الحرب في القسم الجنوبي من اليونان حاليًا، وبحر إيجة وآسيا الصغرى.
جاءت الحرب نتيجة «حرب باردة» بين الطرفين، والتي بدأت عام 196 قبل الميلاد. في تلك الفترة، حاول الرومان والسلوقيون فرض مجال تأثيرهما عبر إبرام تحالفات مع دول المدن الإغريقية الصغيرة.
انتهت الحرب بانتصار روماني ساحق في معركة مغنيسيا. اضطر السلوقيون إثر معاهدة أفاميا إلى التخلي عن آسيا الصغرى، والتي سقطت بدورها في يد حلفاء روما. من النتائج المباشرة للحرب فرضُ الجمهورية الرومانية هيمنتها على دول المدن الإغريقية وآسيا الصغرى، وتحولها إلى القوة العظمى الوحيدة حول البحر المتوسط.

## تمهيد
تدخل أنطيوخوس الثالث، ملك الإمبراطورية السلوقية، في أمور اليونان عندما وقّع على تحالفٍ مع الملك فيليب الخامس ملك مقدونيا عام 203 ق.م. نصّت المعاهدة على تعاون أنطيوخوس وفيليب سوية لفتح أراضي البطالمة التي يحكمها الفرعون بطليموس الخامس.
في عام 200 قبل الميلاد، انخرطت روما للمرة الأولى في الشؤون الإغريقية عندما طلب اثنان من حلفائها، وهما مملكة بيرغاموم ورودس اللتان حاربتا فيليب أثناء الحرب الكريتية، المساعدة من روما. ردًا على الطلب السابق، أرسل الرومان جيشًا إلى اليونان للهجوم على مقدونيا. استمرت الحرب المقدونية الثانية حتى عام 196 قبل الميلاد، وانتهت فعليًا عندما هَزمت روما وحلفاؤها، من بينهم الرابطة الأيتولية، الملك فيليب في معركة كينوسكيفالاي. اضطر فيليب، وفقًا لأحكام المعاهدة، إلى سداد تعويضات الحرب، وأصبح حليف روما عندما احتلت الأخيرة مناطقًا من اليونان.
في المقابل، خاض أنطيوخوس حروبًا مع جيش البطالمة في سوريا الجوفاء خلال الحرب السورية الخامسة (201–195 قبل الميلاد). سحق جيش أنطيوخوس الجيش المصري في معركة بانيوم عام 201 قبل الميلاد، وبحلول العام 198، أصبحت سوريا الجوفاء في يدي أنطيوخوس.
ركّز أنطيوخوس جهوده لاحقًا على عزو الممتلكات البطليمية في شيليشيا وليشيا وكاريا. تزامنًا مع الهجوم على ممتلكات البطالمة في آسيا الصغرى، أرسل أنطيوخوس أسطولًا لاحتلال المدن البطليمية الساحلية في المنطقة، وبهدف دعم الملك فيليب أيضًا.
علمت رودس، حليفة روما وصاحبة أعتى قوة بحرية في المنطقة، بمخططات أنطيوخوس وأرسلت مبعوثين لإخباره أن رودس ستقف في وجهه إذا عبر أسطوله كيليدونيا، لأن رودس لا ترغب بوصول المساعدات إلى فيليب. تجاهل أنطيوخوس التهديد واستمرت تحركات أسطوله البحرية، لكن رودس لم تتصرف شيئًا لأنها علمت أيضًا بهزيمة فيليب في تشينوسيفالي، فلم يعد يشكل خطرًا بالنسبة لها.
أُجريت محادثات السلام في عام 195 بزواج ابنة أنطيوخوس، كليوباترا الأولى، من بطليموس. لم يعد بطليموس قلقًا من المشاكل في آسيا، فوجه أنظاره نحو أوروبا.

## اندلاع الحرب
في تلك الأثناء، هرب القائد القرطاجي حنبعل –الذي خاض حروبًا ضد روما خلال الحرب البونيقية الثانية– من قرطاج إلى صور، وطلب اللجوء في بلاط أنطيوخوس في أفسس، وهناك بدأ الملك يقرر الإجراءات التي سيتخذها ضد روما.
جراء التأثير المستمر لروما على اليونان، وعلى الرغم من إعلان الحاكم تيتوس كوينكتيوس فلامينينوس «تحرير» اليونان، عَسكر الأيتوليون في شالشيس وديميترياس، وهما منطقتان ادعى الرومان أنفسهم أنهما مفتاح سيطرة مقدونيا على اليونان، وأصبح الأيتوليون مناهضين للرومان. سخط الأيتوليون من محاولات الرومان المتمثلة بمنعهم من إعادة إلحاق إكينوس وفرسالوس خلال الحرب المقدونية الثانية، واللتان كانتا جزءًا من الرابطة في السابق.

## الحروب البونية
يمكن ادراج الحروب البونية تحت قائمة الحروب السورية الرومانية، إذ أن السلالة المالكة في قرطاج، والتي اسست الإمبراطورية القرطاجية هي سلالة فينيقية سورية.[بحاجة لمصدر]